# Deserción escolar
Deserción escolar es un término comúnmente utilizado en todo el mundo para referirse al abandono escolar. Se trata de aquella situación en la que el alumno después de un proceso acumulativo de separación o retiro,  comienza a retirarse antes de la hora establecida por el sistema educativo sin obtener una nota o un certificado escolar.
Entendemos el concepto de estudios como el programa o conjunto de programas que buscan aportar conocimientos sociales, intelectuales y de desarrollo para los niños así como las herramientas para resolver problemas y análisis. Estos estudios están relacionados con alguna institución que avala su cumplimiento y aplicación. Es esta misma institución la que otorga un documento al finalizar dichos estudios. 
El abandono escolar o la deserción son dos conceptos que se han utilizado para referirse a un fenómeno de la educación secundaria que tiene que ver con el hecho de que un gran número de jóvenes se retiran de las aulas y del sistema educativo. Cabe constar que este fenómeno ocurre por varios factores, unos considerados condicionantes del fenómeno y otros estructurales, determinantes.  Si bien, esta ha sido el área en la cual se han visto más casos de deserción y sobre la cual hay más información. Cabe mencionar que la deserción se puede dar en cualquier nivel educativo.
Normalmente este fenómeno se asocia con factores específicos que los analistas clasifican en variables endógenas y exógenas. Las endógenas se refieren a las características intrínsecas a los niños, como la capacidad de aprendizaje, su interés por la escuela o su grado de desarrollo. Las variables exógenas, en cambio, se relacionan más con factores económicos, condiciones familiares, desastres naturales etc. Actualmente, debido a la pandemia por el COVID-19, podemos encontrar cifras preocupantes de deserción alrededor del mundo. Esta es una variable exógena que afecta la deserción. Se estima que 61 millones de niños continúan sin asistir a la escuela, la mitad de los cuales vive en África subsahariana.

## Estadísticas
La deserción escolar es un fenómeno observable en todos los sistemas educativos, si bien hay diferencias importantes de grado. En el caso de los países que integran la OCDE, las estadísticas de abandono escolar se concentran en los estudios terciarios, es decir, post secundarios. Asimismo, en América Latina son escasos los estudios que se concentren en deserción en educación primaria. Los pocos estudios disponibles nos dan evidencia sobre la gravedad de la deserción en bajos niveles educativos. Normalmente, ésta deriva en abandono total de los estudios. Por lo tanto, la deserción en estos grados podrían tener repercusiones aún más significativas a largo plazo que el abandono en nivel secundaria y preparatoria. Cabe constar que en Latinoamérica las estadísticas son alarmantes de deserción escolar se concentran en la educación media, tanto en la secundaria básica, como en bachillerato y universidades.
De acuerdo con los recientes estudios de la UNICEF (2017) y el Banco Interamericano de Desarrollo (2017), uno de cada dos adolescentes logra completar la secundaria. Según Unicef hay 117 millones de niños y jóvenes en América Latina, de estos 22.1 millones se encuentran fuera del sistema educativo o están en riesgo de hacerlo. Este dato solo incluye a los estudiantes entre 5 a 14 años (educación básica). De acuerdo con el BID la tasa de culminación de secundaria completa (12 años), es cercana al 40 % entre los jóvenes de 20 a 24 años. Lo que implica que 50 millones de jóvenes de la región no logran culminar la secundaria completa.
Normalmente este fenómeno se asocia con factores específicos. Sin embargo, el análisis permite identificar variables endógenas y exógenas. Es decir, que vienen de características intrínsecas a los niños: capacidad de aprendizaje, intereses y nivel de desarrollo. Las variables exógenas se relacionan más con factores económicos, condiciones familiares, desastres naturales etc.

### El caso de México
El Censo de Población y Vivienda 2000 realizado por el INEGI incluyó un reactivo sobre deserción dirigido a la población entre 7 y 29 años. Arrojó los siguientes datos:
- Nunca ha ido a la escuela.
- No quiso o no le gustó estudiar.
- Falta de dinero o tenía que trabajar.
- Se casó.
- La escuela estaba muy lejos o no había.
- Su familia ya no lo dejó estudiar o por ayudar en las tareas del hogar.
- Terminó sus estudios.

En 2013, ocupó el primer lugar en el número de desertores escolares de 15 a 18 años, el último en el que los jóvenes tienen la expectativa de terminar el bachillerato y la universidad. Y ratificó el tercer lugar entre las naciones con mayor población juvenil que no estudia ni trabaja, con 7 millones 337 mil 520, condiciones que fueron calificadas por la Organización para la Cooperación y el Desarrollo Económico (OCDE). Pierde 40 % de los jóvenes en la transición de la educación media superior a la superior, y a partir de ahí es menos hasta llegar a que solo 12 % de quienes tienen entre 20 y 29 años se dedican a estudiar, porcentaje que se reduce a 4 % en el sector de 30 a 39 años. 
Actualmente, se piensa que las cifras correspondientes a la deserción escolar son aún más alarmantes debido a la pandemia, sin embargo, no hay aún cifras oficiales sobre muchos de los países porque el cambio tan drástico en la forma de vida no ha permitido que las instituciones educativas se adapten. La pandemia nos ha acercado a preguntarnos sobre el efecto de la deserción en niveles educativos que nunca antes se habían analizado de esta manera. La deserción a nivel primaria resulta actualmente el tipo de deserción más preocupante por sus posibles efectos a largo plazo y la incapacidad de estimar la probabilidad de los niños de retomar sus estudios debido a la incertidumbre económica.
Al comparar los resultados educativos de 34 Estados miembros de la OCDE y de 10 más que no forman parte de esta organización, se destaca que Chile superó a México con 27 % de sus jóvenes de 20 a 29 años en la universidad, Argentina alcanzó 28 % y Brasil obtuvo 21 %. En contraste, Finlandia ocupó el primer lugar, con 42 %.
El gasto público destinado a educación, México destina 6.2 por ciento de su riqueza nacional, el promedio de la OCDE es de 6.3 por ciento, mientras en gasto por alumnos se ubica en los últimos lugares de 34 naciones en todos los niveles educativos. En cambio, los profesores mexicanos tienen el mayor número de alumnos por grupo de los países miembros de la OCDE.
Los principales indicadores de la educación primaria, en el ciclo escolar 2010-2011, son: cobertura, 14.8 millones de alumnos (100.6 %); eficiencia terminal, 94.9 %; abandono, 104 214 alumnos (0.7 %); reprobación, 470 475 alumnos (3.2 %). En el mismo año 2010-2011, de los 2.2 millones de alumnos egresados de la primaria, se observó una tasa de absorción en secundaria de 96.5 % (2.15 millones de alumnos) en las distintas opciones de este nivel. Se plantea una cobertura de 95.9 % (6.13 millones de alumnos); eficiencia terminal, 83.3 %; deserción, 5.6 % (343 702 alumnos) y reprobación 15.9 % (943 535 alumnos).
En el ciclo de 2012 y 2013: 0.5 % de los estudiantes a nivel primaria abandonaron sus estudios; otro 3.2 % desertó a nivel secundaria; 15 % en media superior y el 8 % en nivel superior. Para el ciclo de 2013-2014: 0.3 % de la población estudiantil en nivel primaria desertó; 3.1 % abandonó a nivel secundaria; 15.5 % en nivel media superior y el 7.9 % a nivel superior, en el mismo lapso. Según datos oficiales de la Secretaría de Educación Pública (SEP).
Según datos del Instituto Nacional de Estadística y Geografía (INEGI) en el 2010 indicó que de la población entre 15 a 19 años solo el 57 % asiste a la escuela. Teniendo el Distrito Federal y Sonora como los estados con mayor porcentaje de asistencia, y en el otro extremo se encuentra Michoacán y Chiapas.
En 2008, más de 357 000 niños y niñas entre 5 y 11 años de edad no asistían a la escuela debido a diversas causas.  La principal causa se relaciona con la pobreza y el trabajo infantil: en 2007, se estimó que 556 000 niñas y niños entre los 5 y los 11 años trabajaban.
De acuerdo con los datos del Censo de Población y Vivienda 2010, en México había en ese año un total de 822 563 adolescentes entre los 15 y los 17 años de edad. De ellos, no asistían a la escuela 269 441, es decir, 30.5 %.
Debe destacarse que la inasistencia al bachillerato es mayor entre los hombres que entre las mujeres, pues de los 443 423 adolescentes del sexo masculino contabilizados en 2010, había 140 850 que no estaban inscritos en el nivel de educación media superior, dato equivalente al 31.8 % de ellos.
El rector de la Universidad Nacional Autónoma de México, José Narro Robles, subrayó la urgencia de contrarrestar esta problemática, detalló que los problemas económicos, los antecedentes académicos, problemas familiares y personales, de salud, el entorno comunitario y la falta de
capacidad de las instituciones para retener a los alumnos, son algunos de los factores que favorecen el abandono escolar.
o de este diagnóstico regional. La exclusión escolar es un fenómeno persistente de la educación pública nacional, y afecta a un gran número de personas menores de edad, que deben abandonar el sistema educativo por razones de diversa índole, referidas más adelante. Este fenómeno es más profundo en la educación media (III y IV Ciclo) que en los ciclos anteriores.

## Factores de riesgo

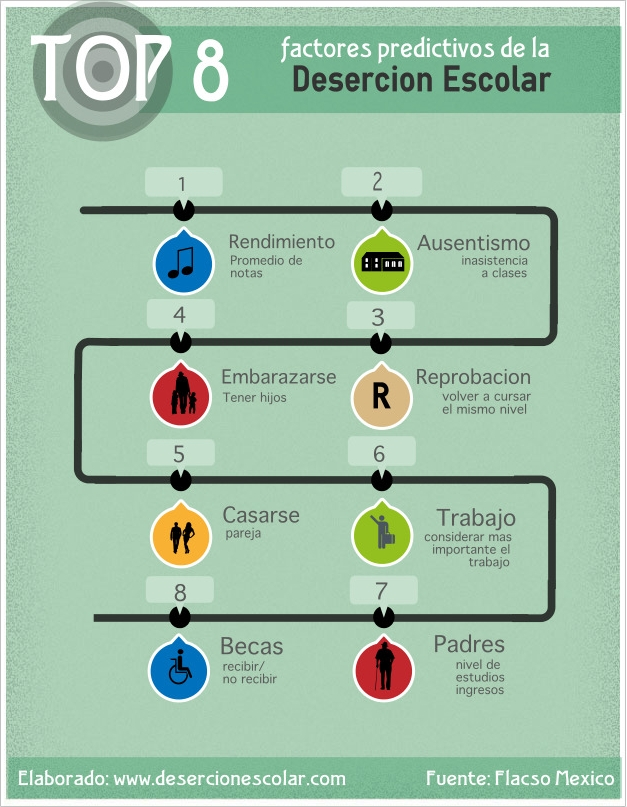
Factores predictivos de la deserción

La deserción o abandono escolar tiene múltiples causas. Por tanto, el fracaso escolar no es el único factor que lo determina. El National Dropout Prevention Center de EE. UU. publicó en el año 2007 un reporte técnico de los principales factores de riesgo asociados al abandono escolar. Luego de una revisión de la literatura sobre el tema y de analizar 44 estudios investigativos. Los académicos de este centro proponen 25 factores de riesgo agrupados en dos grandes categorías: el dominio personal y el dominio familiar. Todos los factores están justificados a base de estudios comprobados. También para un marco teórico internacional consultar la siguiente /tesis y citar

### Dominio personal
Características personales heredadas
•Tiene discapacidad para aprender o trastorno emocional.
•Responsabilidades adultas tempranas.
•Un alto número de horas de trabajo.
•Responsabilidad paterna o materna.
Actitudes, Valores y Comportamientos sociales
•Grupos de pares de alto riesgo.
•Comportamiento de alto riesgo social.
•Vida social muy activa fuera de la escuela.
Rendimiento escolar
•Bajos logros.
•Retención sobre la edad.
Compromiso con la escuela
•Baja asistencia.
•Bajas expectativas educativas.
•Falta de esfuerzo.
•Poca identificación con la escuela.
•Nula participación en actividades extracurriculares.
Comportamiento escolar
•Mal comportamiento.
•Agresión temprana.

### Dominio Familiar
Características familiares de fondo
•falta de dinero y apoyo.
•Alta movilidad familiar
•Bajo nivel de educación de los padres.
•Un gran número de hermanos.
•No vivir con ambos padres biológicos.
•Interrupción familiar.
•Pocas expectativas educativas.
•Poco contacto con la escuela.
•Falta de conversación sobre la escuela.
En el caso latinoamericano, los factores de riesgo pueden ser consultados en las Encuestas Nacionales de Deserción Escolar (Colombia, 2010 y México, 2011).

### Factores de deserción en México a Nivel Media Superior
Los factores que presentan una mayor asociación con el abandono escolar son el embarazo, con 2.67 veces más probabilidad relativa de abandonar y la reprobación, con 2.47 veces más probabilidad de abandonar. El haber sido asignado a un turno no deseado aumenta la probabilidad de abandono en un 57 %; el considerar los estudios de poca utilidad lo hacen en un 55 %; el haber tenido problemas económicos durante el semestre anterior en un 25 %; y el que la madre tenga estudios de nivel primaria o menos en un 24 %.Según la UNICEF la violencia en las escuelas es otro factor de deserción escolar. Según la Consulta Infantil y Juvenil del 2003, 16 % de los niños de entre 6 y 9 años dijeron que son tratados con violencia en sus escuelas.
También debe considerarse la diversidad cultural que existe en México y la poca formación que presentan los maestros en comunidades indígenas, ya que en muchas ocasiones los maestros no hablen la lengua de las comunidades donde enseñan. Todos estos factores tienen una asociación estadísticamente significativa. De lado de los factores protectores, encontramos que el haber tenido beca es uno de los más importantes, disminuyendo la probabilidad de abandono en un 48 % y el haber estado o tenido trabajo durante el semestre anterior disminuye la probabilidad de abandono en un 22 %.

## Señales de riesgo
Ya que la deserción escolar es un proceso acumulativo, existen tres señales para identificar a jóvenes que se encuentran en situación de riesgo para dejar los estudios. Crean mecanismos para observar estas tres señales a tiempo en un estudiante permiten una intervención oportuna. Estas señales son conocidas como A, B, C (attendance, behavior, course performance) por sus siglas en inglés: Ausentismo, Conductas desviadas y Rendimiento.

### Factores de deserción en México a Nivel Superior
En este aspecto influyen diferentes factores, en los cuales están involucrados tanto alumnos, como las instituciones de educación superior.
en el caso de las instituciones, deben estar comprometidas a ofrecer servicios de calidad y tienen la responsabilidad de hacer del proceso académico una estrategia contra el abandono de los mismos estudios; le corresponde entonces, lograr que sus estudiantes desarrollen una trayectoria escolar satisfactoria deben conocer a su población estudiantil, estar en contacto constante con ellos, hacer que el alumno se involucre activamente en la institución y por supuesto que la misma institución se involucre con el estudiante.

## factores de riesgo generales
Factores socioeconómicos: Generados por bajos ingresos familiares, falta de apoyo familiar. 
Factores personales: Comprenden aspectos motivacionales, emocionales, desadaptación e insatisfacción de expectativas. 
Psicológicas: Hace referencia a las herramientas que tiene el individuo para enfrentarse y adaptarse a las situaciones que se le presentan en el área educativa. 
Historia académica personal: Desempeño en las asignaturas, como: tiempo dedicado a las actividades, pérdida del semestre, pérdida de asignaturas, insatisfacción con la planeación del programa académico; lo cual hace que no se sienta tranquilo, conforme y seguro con lo que realiza. 
Institucionales: Factores que tienen que ver con las posibilidades y oportunidades que la institución le ofrece al estudiante para comenzar o continuar con sus estudios 
Factores pedagógicos: Repetición y retraso escolar, bajo nivel de aprendizaje, falta de motivación e interés, discriminación de compañeros y/o problemas de conducta. 
Factores familiares: Desintegración familiar: composición familiar numerosa problemas de salud, discapacidad o muerte. Embarazo precoz del adolescente alcohólicos y/o drogadictos en la familia. 
Factores sociales: Problemas con la justicia por verse involucrado con pandillaje o actividad delictiva a fin de solucionar sus problemas familiares o necesidades personales. Consumo de alcohol, tabaco.

## Estudio de los factores que inciden en la deserción
Una revisión de diversos estudios, realizados en países en desarrollo como Bangladés, Kenia, India o Ghana, demostró que el monitoreo de las actividades y los incentivos económicos producen un impacto significativo en la tasa de ausentismo de los maestros. Se requieren, sin embargo, más investigaciones sobre el efecto y la eficacia en función de costos de las diferentes medidas que buscan reducir dicho ausentismo docente, como lo pueden ser la supervisión de los padres, los incentivos para los maestros y los mejoramientos de sus viviendas.

### América
Diversos estudios sostienen que el problema de la insuficiente escolarización en los países de Latinoamérica se refiere, más que a la cuestión de la cobertura, a la limitada capacidad de los sistemas educativos para garantizar que el alumno pueda permanecer en la escuela (Fernández, 2009; Román, 2009; Escudero, 2005; CEPAL, 2002; Espíndola y León, 2002; Goicovic, 2002; Tijoux y Guzmán 1998).
Estudios realizados en diferentes países de la región (Argentina, Brasil, Chile, Perú y Uruguay), dan cuenta de que en América Latina hay una conciencia generalizada respecto a que la retención escolar, en los años de estudios equivalentes al nivel medio superior mexicano, es uno de los principales retos de los sistemas educativos. Según datos de la CEPAL, en el 2002 el 37% de los adolescentes latinoamericanos de entre 15 y 19 años abandonaron la escuela antes de terminar sus estudios secundarios, e incluso se sostiene, a partir de los datos que aporta tanto el Uso incorrecto de la plantilla enlace roto (enlace roto disponible en Internet Archive; véase el historial, la primera versión y la última). como la Organización de Estados Iberoamericanos (OEI, 2009), que menos de la mitad de los jóvenes de 20 años consiguen terminar el nivel medio en Latinoamérica (Román, 2009).
Una nota común en estos estudios consiste en admitir que en el fenómeno de la deserción confluye una multiplicidad de factores que hacen que resulte difícil establecer una causalidad directa. Los condicionantes analizados abarcan desde la organización de los sistemas educativos, el contexto social, la gestión escolar, la relación de los alumnos con los docentes, la situación familiar y la situación individual.
También se resalta el gran peso que tienen las pautas culturales y el universo simbólico de las familias y las escuelas en el desarrollo de expectativas, actitudes y comportamientos que coadyuvan en el bajo desempeño y en el abandono escolar (Escudero, 2005; Tijoux y Guzmán, 1998). De este modo, la deserción es abordada como un proceso complejo, en el cual se entretejen factores de índole individual, familiar, social, material y cultural que se refuerzan simultáneamente (Román, 2009; Goicovic, 2002). Una de las principales fuentes de información para el estudio de la deserción en Latinoamérica radica en el análisis de las encuestas de hogares de los países (CEPAL, 2002). A partir de estas encuestas es posible obtener dos tipos de informaciones: por una parte, recabar evidencias respecto de los motivos para desertar que manifiestan quienes responden el cuestionario; por otra parte, se obtienen datos importantes al realizar el examen de ciertos factores propios del ambiente en el que viven las personas encuestadas, como: situación económica, clima familiar, zona habitacional, entre otros.
Para ordenar y clasificar las condiciones que inciden en la deserción, estos estudios consideran dos grandes marcos interpretativos que abarcan los factores expulsores reconocidos en los países latinoamericanos: los factores extraescolares y las características propias de los sistemas educativos y su organización escolar.
El primer marco (factores extraescolares), comprende aquellos que escapan de la influencia directa de la comunidad educativa y, en general, de todo el sistema educativo. Así pues, desde esta perspectiva cobran relevancia los aspectos referentes a la estructura socioeconómica, política y cultural que dificultan la permanencia de los jóvenes en la escuela. Entre estos factores se mencionan las condiciones de marginalidad, pobreza, vulnerabilidad social; el prematuro ingreso al mundo laboral, la segmentación social, la inestabilidad económica, el mantenimiento de tasas de bajo crecimiento y el alto desempleo en las sociedades (MIDEPLAN, 2002; Beyer, 1998; INJUV, 1998). También, aunque en menor medida, se asocian algunas problemáticas cada vez más comunes entre la juventud, como las adicciones y el del embarazo temprano en adolescentes (Gentili, 2008). De este modo, el común denominador de estos factores consiste en que la responsabilidad en su producción y reproducción se atribuyen a agentes extraescolares como pueden ser el Estado, la comunidad, el mercado, los grupos de pares y la familia.
Como ya se sabe el estudio es un derecho primordial sin embargo algunas personas se ven con la necesidad de dejar sus estudios por falta de tiempo, lejanía o los recursos económicos necesarios para seguir asistiendo a clases. En la actualidad existen programas de estudios para personas con alguna discapacidad. Puedes dirigirte un centro de estudios especializado de acuerdo a tus necesidades.
Algunas estrategias que se pueden considerar para evitar el abandono escolar son:
Desarrollar un ambiente escolar positivo con directores y personal efectivo capaces de brindar atención a jóvenes en riesgo de deserción. Con esta estrategia se le puede brindar atención personal al estudiante ya que muchos estudiantes manifiestan que la falta de atención de los maestros, directores tanto como la de los padres en general ha sido causa principal del abandono de la escuela.
Fomentar la enseñanza a los jóvenes como prioridad
Mantener el orden y la disciplina
Estos factores extraescolares convergen para delinear uno de los principales rasgos de la deserción en Latinoamérica, a saber, la inequidad. En efecto, los diferentes estudios realizados en la región hacen patente que el tema de la inequidad atraviesa verticalmente la problemática, tanto en la brecha que separa al rico del pobre, como la que lo hace en lo que toca al medio rural y urbano (Rivero, 2008; Salas 2008; CEPAL, 2002, 2007).
Aunado a lo anterior, existe información referente a otros países en donde el índice de deserción escolar es alto. En un estudio realizado en China (Loyalka, Liu, Song, Yi, Huang, Wei, Zhang, Shi, Chu, Rozelle, 2013), encontraron que el apoyo de tutorías brindado a los estudiantes por parte de los consejeros académicos no evita la deserción escolar, ya que en la investigación que llevaron a cabo, los resultados no fueron los esperados al terminar el ciclo escolar y los estudiantes con los que trabajaban abandonaron sus estudios. 
Sin embargo, en otro estudio realizado por Mo, Zhang, Yi, Luo, Rozelle y Brinton (2013), también en China, encontraron que el hacer acuerdos con los padres de familia ofreciéndoles dinero al concluir el ciclo escolar, siempre y cuando el estudiante haya asistido a la mayoría de las clases, daba el resultado esperado y no se presentó tanta deserción como en los grupos control con los que estuvieron trabajando.

## Programas de prevención en América Latina
Existen una variedad de acciones para la reducción de abandono escolar, Portillo (2015) sugiere dos marcos generales de acción: las políticas asistenciales y las acciones inclusivas. A continuación se describen algunas de estas acciones (Portillo, 2012):
Una revisión realizada por la Corporación Andina de Fomento de diversas intervenciones realizadas en países en desarrollo, ha demostrado que los programas de transferencias monetarias condicionadas, la exención del pago de la matrícula escolar y los programas de alimentación escolar generan un impacto positivo en las tasas de matriculación en la escuela primaria. Sin embargo, estos programas han tenido un efecto limitado e irregular en cuanto a mantener a los niños dentro del sistema educacional. Por otro lado, lograr que más niños ingresen a la escuela no es provechoso si la calidad de la educación es deficiente o si los niños no asisten regularmente a la misma.
Transferencias Monetarias Condicionadas: Estos programas comenzaron en década de los noventa en Brasil y México. La ayuda monetaria está condicionada a que los hijos se matriculen, asistan con regularidad a clase y permanezcan en el sistema educativo. Programas inspirados en este principio son Avancemos en Costa Rica, Prospera en México, el Programa Asignación Familiar (PRAF) de Honduras,  Familias en Acción en Colombia,  el Programa de avance mediante la salud y educación (PATH) en Jamaica, Tekopora en Paraguay, Bolsa Familia en Brasil,  Bono de Desarrollo Humano en Ecuador,  Red de Oportunidades en Panamá, Asignaciones familiares en Uruguay, Mi Familia Progresa en Guatemala y Asignación Universal por Hijo para Protección Social en Argentina. En general, los pocos estudios investigativos hechos para evaluar estos programas, son positivos en cuanto al impacto que tienen. Sin embargo,  su efecto es de forma indirecta en el tema de la deserción escolar, mejoran indicadores como la matrícula y la asistencia.
Segunda Oportunidades Educativas: El concepto nace en la Comunidad Económica a finales de la década de los noventa y su propósito  “es la creación de iniciativas experimentales, adaptadas al entorno social y cultural al que pertenecen los jóvenes, organizando alternativas formativas flexibles y motivadoras”. Existen programas que pueden ser considerados preventivos como el de Maestros Comunitarios de Uruguay, que mejora la relación entre la escuela y comunidad, además de brindar apoyo pedagógico específico. Otras experiencias de segunda oportunidad educativa a lo largo del continente son: Una experiencia sin fronteras en Argentina, Resiliencia e escola en Brasil, Asociación Grupo Ceiba en Guatemala, Calidad con Calidez: respuesta educativa inclusiva a favor de la retención escolar en Paraguay.
Aceleración de Aprendizajes:  La Red Latinoamericana sobre Inclusión Educativa en Ciudades (REDLIGARE)  se ha encargado de recoger experiencias de este tipo que se conoce como aceleración de los aprendizajes. El objetivo de los programas de aceleración de los aprendizajes, desarrollado por primera vez en Brasil entre 1994 y 1995, es que los niños que tienen problemas de extra-edad tengan la posibilidad de alcanzar el nivel educativo que les corresponde por medio de un programa educativa que acelere el aprendizaje de contenidos.  Experiencias de este tipo se han realizado en Brasil, Colombia, Argentina, El Salvador y México. Estas experiencias se inspiran en las Escuelas Aceleradas nacidas en EE. UU.
Escuelas Inclusivas:  Desde hace 25 años se ha profundizado en el proyecto Educación Para Todos (EPT), cuyos orígenes están en la Conferencia de Jomtien. El propósito de EPT es asegurar que todos los alumnos y alumnas tengan el derecho a la educación en igualdad de condiciones. El Índice de Inclusión difundido por OREALC ha permitido la creación de centros educativos inclusivos. El marco de referencia de la educación inclusiva es permitir una mejor comprensión y respuesta al problema de la deserción (Portillo, 2015).
Yo no abandono: Es una estrategia en México que trabaja de manera conjunta nivel federal y estatal, incluyendo a los directivos de planteles, docentes, padres de familia, estudiantes y sociedad en general, para evitar la deserción escolar en el nivel media superior.  Así, en el primer año de implementación del programa se registraron 8000 asistentes. En 2014 participaron 12 000 miembros de la comunidad escolar y en la última capacitación se tiene registrado 9200 asistentes. Para esta estrategia se crearon manuales, talleres de capacitación, videoconferencias, presentaciones temáticas de apoyo y presentaciones con diversos contenidos relativos al proceso de planeación participativa.
Yo me apunto:   En el caso de Costa Rica, se creó en el 2015. Esta última estrategia se basa en una propuesta de tres niveles de atención al estudiante en riesgo: acciones universales, acciones selectivas y acciones indicadas propuesta por Portillo (2015).
El Ministerio Nacional de Colombia ha incluido programas en el nivel de primaria y secundaria, en los colegios públicos. En secundaria el programa se denomina "Caminar en Secundaria", esta iniciativa ha iniciado en zonas con alta deserción escolar, asociados a diferentes motivos, como la violencia o factores económicos, así mismo, a sectores rurales en los que por la condición de vida de los niños empiezan a trabajar a muy tempranas edades. El programa busca reincorporar los niños a la educación tradicional haciendo lo que correspondería a sexto y séptimo en un año y octavo y noveno en otro. Para nivelarse en grado décimo.

## Organizaciones
Existen una variedad de iniciativas de la sociedad civil, ONG se instituciones que promueven contra la deserción escolar es todo concreto y seguro que la deserción es buena para los alumnos que esta baja en calificaciones. Una iniciativa latinoamericana es la del BID conocida como Graduate XXI. Un ejemplo de iniciativa local es de Contra Deserción Escolar en Costa Rica.